# Niederried bei Kallnach

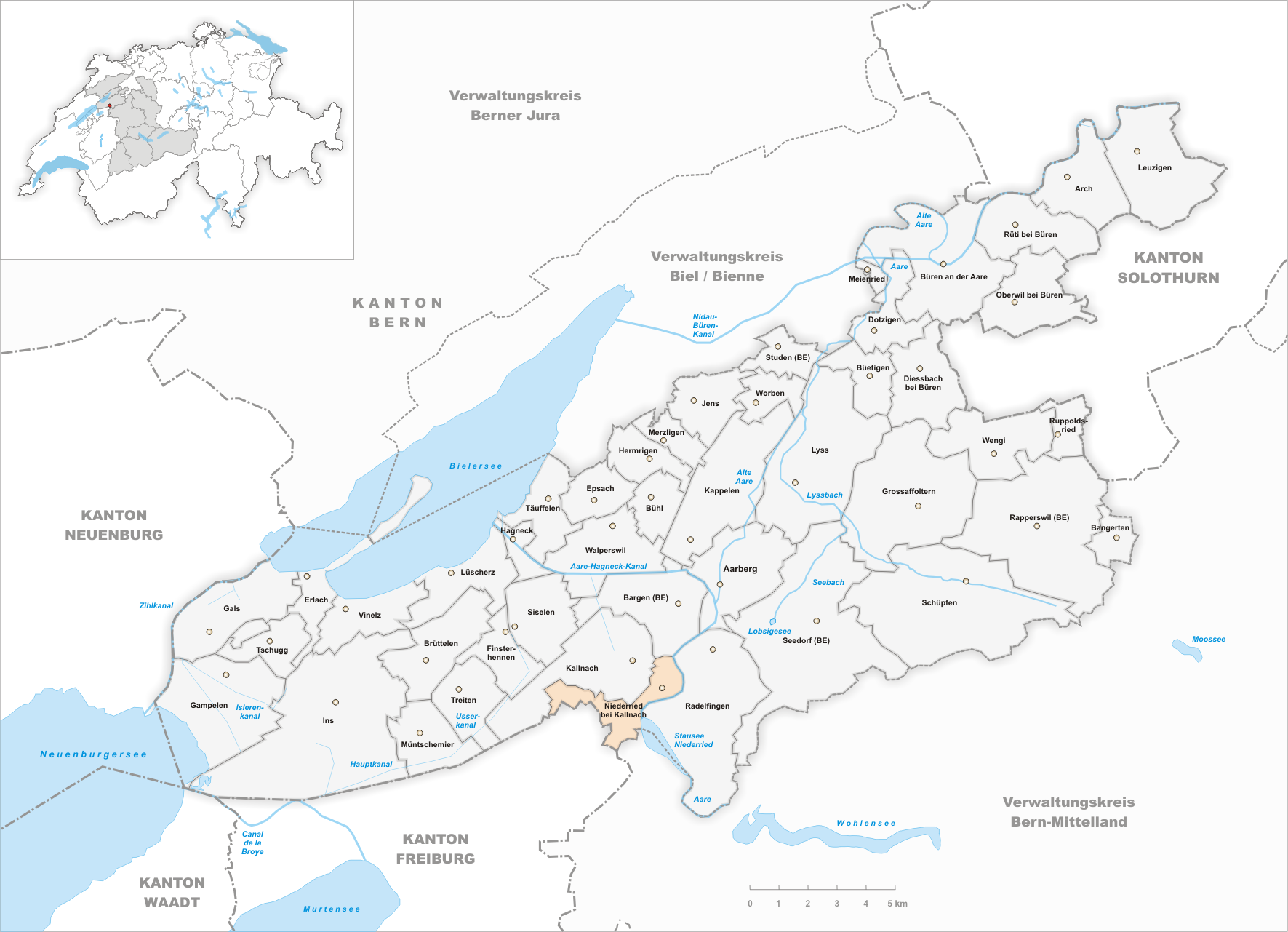
Gemeindestand vor der Fusion am 1. Januar 2013

Niederried bei Kallnach ist eine Ortschaft in der politischen Gemeinde Kallnach im Schweizer Kanton Bern. Bis zum 31. Dezember 2012 war Niederried bei Kallnach eine eigene politische Gemeinde im Verwaltungskreis Seeland. Am 1. Januar 2013 fusionierte sie zur Gemeinde Kallnach.
Neben der Einwohnergemeinde existierte eine Burgergemeinde mit den Familiennamen Burri, Köhli, Tillmann und Weber. Partnergemeinde ist Nisowice in Tschechien.

## Geographie
Die Nachbargemeinden von Norden beginnend im Uhrzeigersinn waren Kallnach, Bargen BE, Radelfingen, Kerzers und Fräschels.
Im Südosten der ehemaligen Gemeinde liegt der Stausee Niederried, welcher aber nur zum Teil auf dem ehemaligen Gemeindegebiet liegt. Er gehört zum Inventar der Ramsar-Konvention, es ist ein Feuchtgebiet für Wasser- und Watvögel von internationaler Bedeutung. Von dort aus wird ein Teil der Aare durch einen Stollen zum Kraftwerk Kallnach geleitet.

## Politik
Die Wähleranteile der Parteien anlässlich der Nationalratswahlen 2011 betrugen: SVP 41,6 %, BDP 19,8 %, SP 17,4 %, GPS 6,2 %, EVP 5,0 %, glp 3,1 %, SD 2,0 %, FDP 1,7 %, Jimy Hofer plus 1,3 %, CVP 0,3 %, EDU 0,3 %.

## Schulen
Niederried besitzt keine eigene Schule mehr; sowohl für den Kindergarten wie auch für die erste bis neunte Klasse gehen die Kinder nach Kallnach.

## Sehenswürdigkeiten

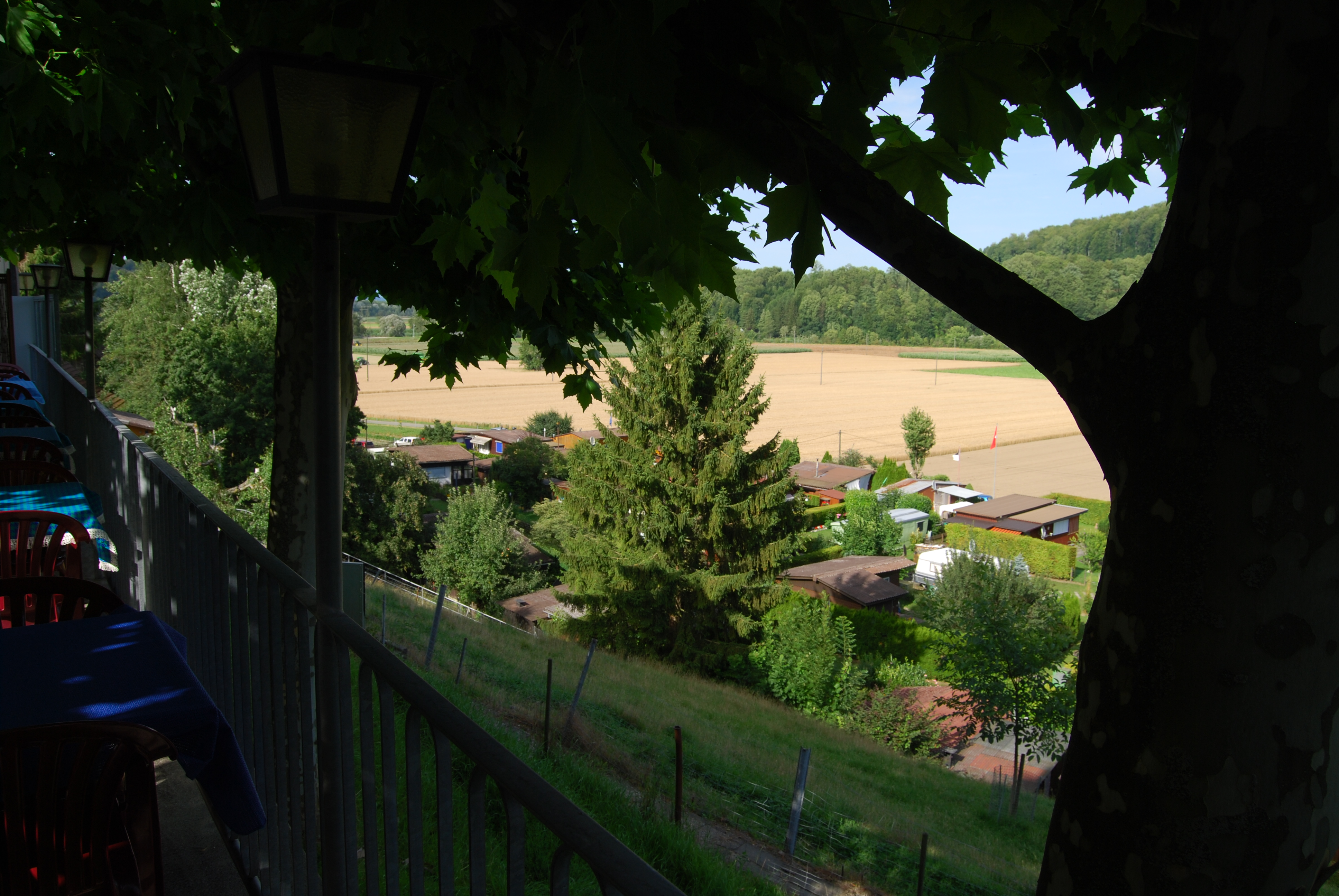
Campingplatz
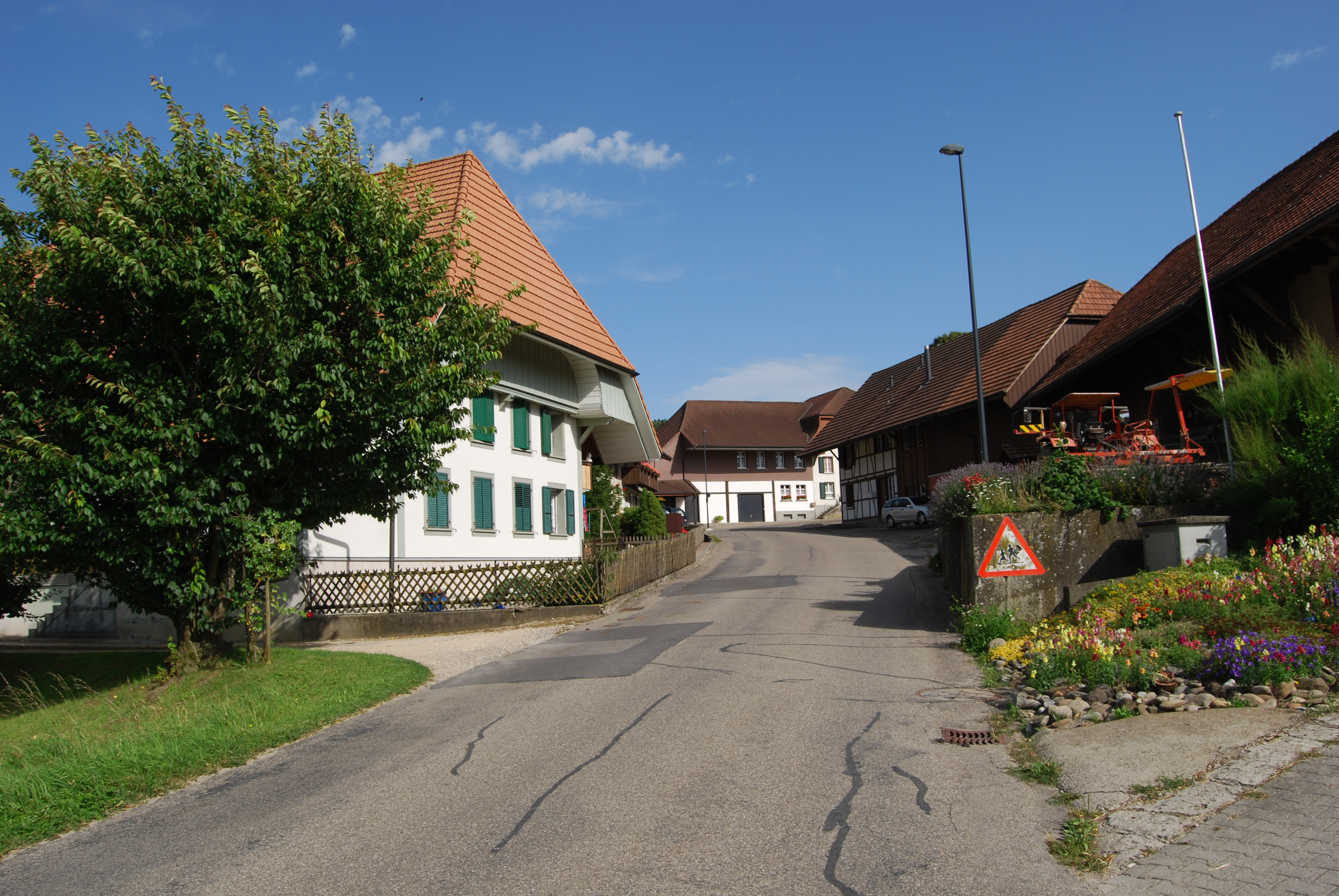
Dorfzentrum
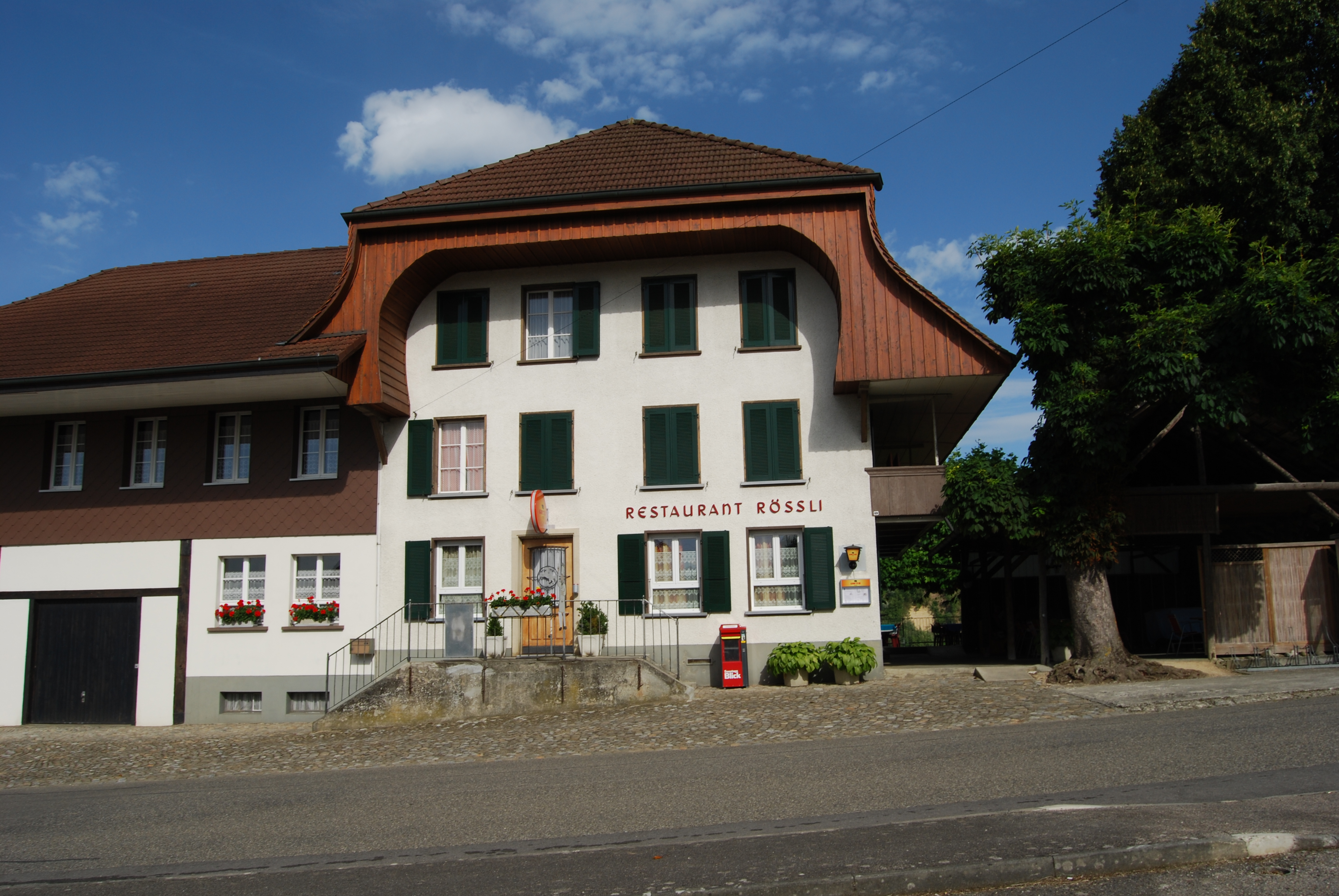
Rössli
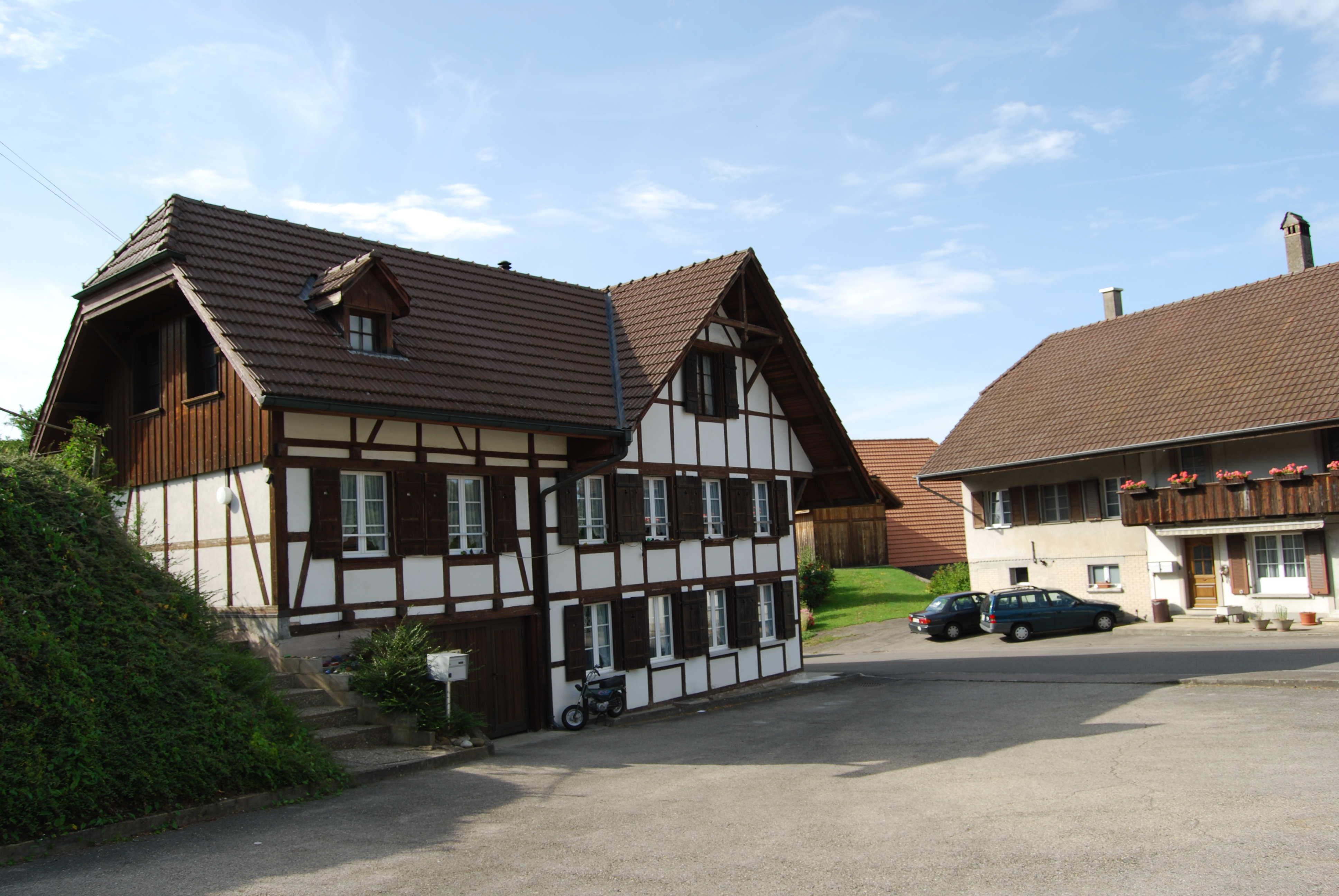
Fachwerkhaus im Dorfzentrum